# Robotrek
Robotrek, i Japan utgivet under titeln Slapstick (スラップスティック Surappusutikku?), är ett rollspel utvecklat av Quintet, och utgivet 1994 till SNES.
Huvudmålgruppen var yngre spelare.

## Handling
På planeten Quintenix har läget länge varit fridfullt, tills en grupp som kallar sig "The Hackers", under Blackmores ledning, plötsligt startar uppror i staden Rococo. Uppfinnaren Dr. Akihabaras son beger sig till Rococo, då The Hackers är ute efter hans far. The Hackers mål är att komma åt den mystiska stenen Tetron, med vilken man kan resa i tiden samt beskåda händelser framåt och bakåt i tiden.

### Fotnoter
1. ↑  ”Robotrek” (på svenska). Super Power (Solna) (4 1995). april 1995. Läst 25 april 2014.
2. ↑  Kaiser, Joe (8 juli 2005). ”Unsung Innovators”. Next-Gen.biz. Arkiverad från originalet den 28 oktober 2005. https://web.archive.org/web/20051028224610/http://www.next-gen.biz/index.php?option=com_content&task=view&id=336&Itemid=2. Läst 25 april 2014.